# Gerard van Swieten
Gerard van Swieten né le 7 mai 1700 à Leyde, et mort le 18 juin 1772 au palais de Schönbrunn est un célèbre médecin et scientifique hollandais. Catholique minoritaire en Hollande, ce praticien et professeur de talent choisit, en 1747, de répondre à l'appel de la maison Habsbourg-Lorraine d'Autriche. Ce conseiller scientifique devient le premier médecin, très écouté, de l'impératrice Marie-Thérèse.
Le jeune homme féru de sciences, qui se déclarait victime de persécutions religieuses, s'est mué en exerçant ses hautes responsabilités viennoises en créateur à l'origine de nombreuses institutions formatrices. Il prit également une part active dans la lutte contre la croyance aux vampires. Il est le père du baron Gottfried van Swieten, protecteur de Haydn, Mozart et Beethoven.

## Résumé biographique
Éminent élève d'Herman Boerhaave (1668-1738), ce praticien catholique, reçu docteur en 1725, devient aussi son ami après avoir reçu une chaire de médecine à l'université de Leyde. Mais le jeune professeur ambitieux doit affronter la fronde d'envieux qui l'obligent à quitter son poste en raison de sa religion catholique. Les places d'honneur universitaires valent cher  et la concurrence féroce le rend à son métier d'omnipraticien de la médecine. Il poursuit sa recherche anatomique et met au point une liqueur, la liqueur de Van Svieten.

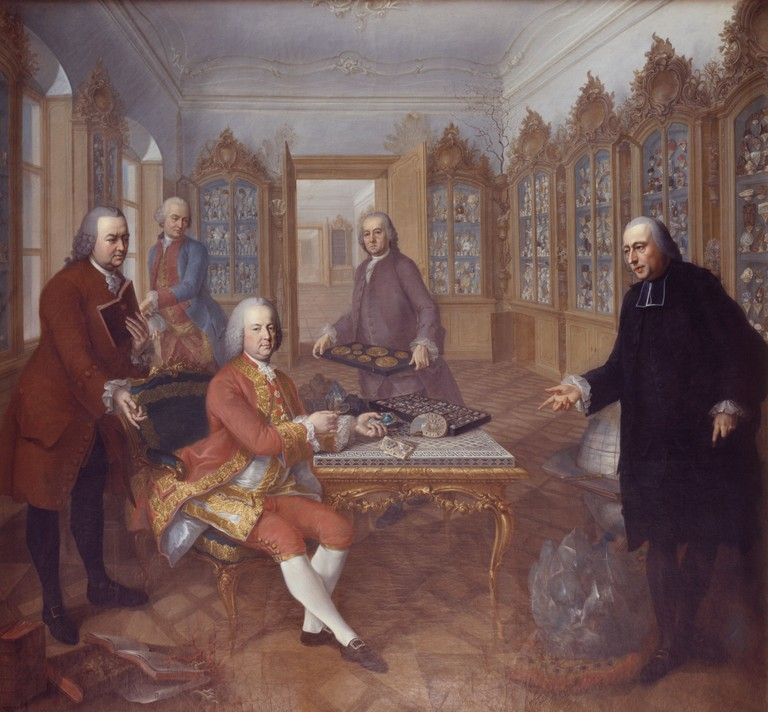
L'empereur François Ier entouré des savants Gerard van Swieten, Johann von Baillou,Valentin Jamerey-Duval et de l'abbé Marcy

L'impératrice Marie-Thérèse le choisit comme médecin personnel mais il fallut près de deux ans et de nombreuses lettres pour le convaincre. Le médecin et chercheur confirmé est appelé à Vienne en 1745. Il y professe la médecine et l'anatomie avec grand succès, protégé par le statut de médecin personnel de l'impératrice Marie-Thérèse (1717-1780), fort bienveillante à son égard. À ce titre, il eut un rôle important dans l'organisation des services de l'information, de la santé et de l'université de l'Autriche. Bibliothécaire de la bibliothèque de la Cour et directeur général des études dans les pays héréditaires, Gerard van Swieten introduit notamment la première formation en médecine clinique du pays en y laissant une place à l'expérimentation et à l'observation. Véritable importateur de la culture scientifique néerlandaise, il crée :
- l'amphithéâtre anatomique
- le laboratoire de chimie
- une école de clinique
- le jardin botanique de Schönbrunn ou jardin des plantes de Vienne.

Il invite à s'installer en Autriche Nikolaus Joseph von Jacquin (1727-1817) qui deviendra le chef de file de la botanique du pays et le directeur du jardin botanique de l'université de Vienne. Jacquin dédie plus tard à G. van Swieten le genre Swietenia de la famille des méliacées, dont l'espèce Swietenia mahagoni représente la principale variété de bois d'acajou.

## Ses contributions à la médecine
Il s’occupa d’anatomie, de pathologie et améliora le traitement des maladies vénériennes, en composant sa liqueur à base de mercure qui traitait la syphilis. Utilisée notamment dans l'armée autrichienne, cette liqueur se révèle un remontant à la mode dans toute l'Europe. Mozart (ami proche de son fils Gottfried van Swieten) se l’auto-administre et en abuse. Une hypothèse peu vraisemblable et peu évoquée est que l'empoisonnement au mercure soit ainsi une cause de sa mort. Pour Robbins Landon, les deux hypothèses vraisemblables sont plutôt que Mozart est mort « d'une fièvre rhumatismale ou selon un autre diagnostic d'une insuffisance rénale ». Cette liqueur fut encore mentionnée au début du XXe siècle dans le Codex de 1908.
En neurologie, on lui doit la première description en 1745 de l'algie vasculaire de la face (qu'il traita avec succès avec l'écorce du Pérou) et l'idée que des embolies venues du cœur ou des gros vaisseaux pouvaient être responsables d'attaques cérébrales.
Il réorganise les facultés de médecine des universités de Prague et de Fribourg-en-Brisgau. Par ailleurs, il améliore la situation des personnes internées dans des asiles d’aliénés et celle des orphelins.

## Lutte contre la croyance aux vampires
On retiendra particulièrement le rôle qu'il a joué, à l'époque des Lumières, dans la lutte contre les superstitions, en particulier dans le cas des vampires : une vague d'affaires de ce genre avait couru dans les villages d'Europe de l'Est dans la première moitié du siècle. En 1755, il fut envoyé par l’impératrice Marie-Thérèse en Moravie pour mener une enquête. Il ne vit dans tout cela qu'un effet de l'ignorance qu'il convenait de faire disparaître. Sur la base de son rapport, Marie-Thérèse décréta l'interdiction de tous les moyens de lutte contre les vampires que le peuple avait l'habitude d'appliquer comme le supplice du pal, la décapitation ou le bûcher.
Son rapport, Abhandlung des Daseyns der Gespenster (ou Discours sur l'existence des fantômes), offrait une explication parfaitement naturelle. Il expliquait les états inhabituels dans lesquels on avait trouvé certains cadavres dans leurs tombes en donnant des explications possibles, comme les processus de fermentation et le manque d'air qui avaient empêché la décomposition. On aura une bonne idée de son opinion en lisant dans la préface de son essai de 1768 : « … que tout ce tapage ne vient pas d'autre chose que d'une peur vaine, d'une crédulité superstitieuse, d'une imagination sombre et agitée, de la simplicité et de l'ignorance parmi le peuple. »
C'est sur son autorité que s'est appuyé le pape Benoît XIV dans sa lettre à l'archevêque de Léopol pour condamner la croyance aux vampires.
Il intervient également dans le procès de Magda Logomer, condamnée à mort pour sorcellerie, constatant les tortures qu'elle a subi et rendant compte à Marie-Thérèse d'Autriche qui acquitte Magda. Ce procès marque la fin des procès de sorcières dans le royaume de Croatie,.

## Autres domaines d'intérêt
À côté de ses activités médicales, Van Swieten, maître de la politique de santé dans le Saint-Empire romain germanique, s'occupe aussi de réformes. C'est ainsi qu'il transforme le régime de la censure, la retirant aux jésuites qui en étaient chargés, estimait-il sans succès, jusque-là. Il s'efforça de trouver des méthodes scientifiques et rationnelles pour juger les livres. Il finit par bannir les livres qui ne reposaient pas sur ses doctrines[réf. nécessaire].
Il connaissait plusieurs langues, il aidait les pauvres de l'Empire et il dirigea de nombreuses recherches d'étudiants qui avaient du talent pour la médecine.

## Postérité
Dans son pamphlet « De l’horrible danger de la lecture » (1765), Voltaire se moque sous forme allusive de Gerard van Swieten : 

« pour empêcher qu’il n’entre quelque pensée en contrebande dans la sacrée ville impériale, commettons spécialement le premier médecin de Sa Hautesse, né dans un marais de l’Occident septentrional ; lequel médecin, ayant déjà tué quatre personnes augustes de la famille ottomane, est intéressé plus que personne à prévenir toute introduction de connaissances dans le pays ; lui donnons pouvoir, par ces présentes, de faire saisir toute idée qui se présenterait par écrit ou de bouche aux portes de la ville, et nous amener ladite idée pieds et poings liés, pour lui être infligé par nous tel châtiment qu’il nous plaira. »

## Famille
La famille van Swieten (nl) est une vieille famille noble néerlandaise. Gerard van Swieten serait un descendant à la douzième génération d'Emerand van Swieten qui est mentionné avec sa femme Catherine en 1230. De sa famille font partie Boudewijn van Swieten (nl), conseiller de Philippe le Bon, et Adriaen van Swieten (nl), confident de Guillaume d'Orange.
Le fils de Gerard van Swieten et de sa femme Maria Lambertine Elisabeth Theerbeck de Coesfeld, Gottfried van Swieten (1733-1803), fut quant à lui surtout connu pour avoir été le protecteur et ami de Mozart.

## Œuvres
- Commentaria in Hermanni Boerhaavii aphorismos de cognoscendis et curandis morbis (5 parties, in-quarto, 1742-1772).
- Constitutiones epidemicæ (version de l’Essai sur les épidémies en latin, 2 volumes, 1782).
- Diss. de arteriæ fabrica et efficacia in corpore humano (Il passa son doctorat avec cet ouvrage en 1725).

Il a écrit en français, langue militaire par excellence :
- Description des maladies qui règnent dans les armées avec la méthode de les traiter, Vienne, 1759.
- Essai sur les épidémies, Vienne, 1782.

Parmi ses autres ouvrages importants traduits en français par Paul à Paris, notons :
- Les fièvres intermittentes, in 12°, 1766.
- Les maladies des enfants, in 12°, 1769.
- Traité de la pleurésie, in 12°, 1769.

Enfin, Louis a tiré en 1768 du premier ouvrage des commentaires un livre Les Aphorismes de chirurgie, en sept volumes in 12°.

## Sources
- (en) Cet article est partiellement ou en totalité issu de l’article de Wikipédia en anglais intitulé « Gerard van Swieten » (voir la liste des auteurs).